# Turbodiésel

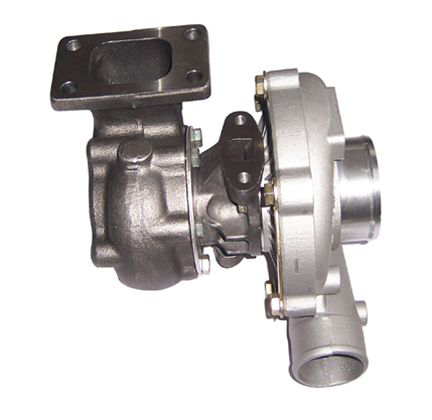
Un motor diésel turboalimentado

El turbodiésel es un motor diésel equipado con un turbocompresor. Es algo común en vehículos modernos y camiones con motores diésel, proporcionando una salida de potencia mayor, reduciendo emisiones y aumentando la eficiencia del motor. Los motores turbodiésel dan un refinamiento mayor que los motores atmosféricos.

## Historia
El turbocompresor se inventó a principios del siglo XX por Alfred Büchi, un ingeniero sueco, director de las investigaciones en motores diésel en Gebrüder Sulzer, en la empresa Winterthur. Büchi desarrolló su dispositivo para motores diésel. Su patente de 1905 reflejó las mejoras que un turbocompresor brindaba a los motores diésel, desarrollando en 1922 el primer motor turbodiésel para transporte urbano.
En aquel momento, la tecnología de los cojinetes del motor no era lo suficientemente avanzada para soportar un turbo. Las primeras pruebas se realizaron en motores marinos de dos transatlánticos alemanes, el Danzig y el Preussen en 1923, cada uno con un motor de 10 cilindros y 2.500 caballos de vapor (las versiones atmosféricas daban 1750 CV). A finales de los años 20, varios fabricantes de motores diésel utilizaron turbos en sus motores de vehículos marinos y de uso estacionario, como Sulzer, MAN, Daimler-Benz y Paxman.

## Características
Los aumentos en potencia, economía de consumo y ruido y vibraciones en motores turbodiésel, tanto grandes como pequeños, han hecho que su adopción sea mayor y sus ventas aumenten notablemente en algunos mercados, sobre todo en Europa donde (desde 2014) se ha aumentado un 50% el registro de nuevos vehículos turbodiésel. Generalmente, los motores turbodiésel se consideran más flexibles que los diésel atmosféricos, ya que estos últimos tienen menos par, aunque más velocidad punta a altas velocidades. 

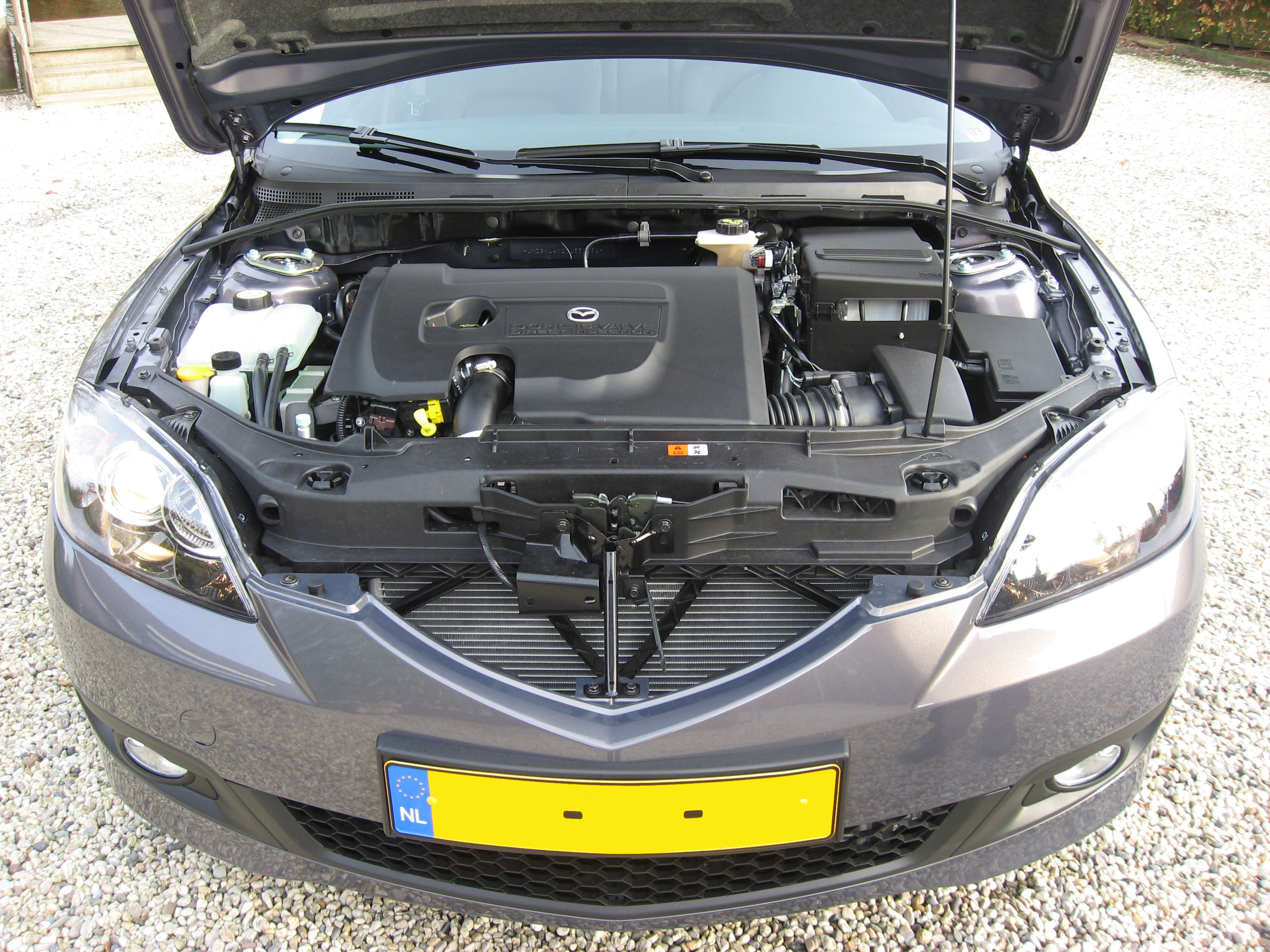
Un Mazda3 con un motor turbodiésel 1.6 moderno (PSA) con turbocompresor de geometría variable, intercooler, 16 válvulas, doble árbol de levas en cabeza y un sistema de inyección directa de ignición piezoeléctrica de 7 fases

Los turbocompresores son más comunes en motores diésel. El rango de velocidad reducido de los motores diésel (entre 1000 y 5000 rpm en utilitarios y 1000 y 3000 rpm en vehículos comerciales) funciona mejor con los turbocompresores, aumentando su potencia y mejorando la eficiencia.

## Turboalimentado contra sobrealimentado
Un motor turboalimentado es mejor que un sobrealimentado. El turbocompresor aumenta la potencia usando energía ya usada, es decir usando los gases que emite el motor una vez ya se ha completado la quema del combustible. Tanto el turboalimentado como el sobrealimentado aumentan la potencia mediante presión de aire en los cilindros del motor. Esto aumenta el consumo de gasóleo.
Un sobrealimentado funciona directamente desde el motor, por lo que el turbo está relacionado directamente con la velocidad del motor. Un turboalimentado está controlado por la presión de gases de escape, así como la velocidad del motor y variando significativamente con la carga del motor.

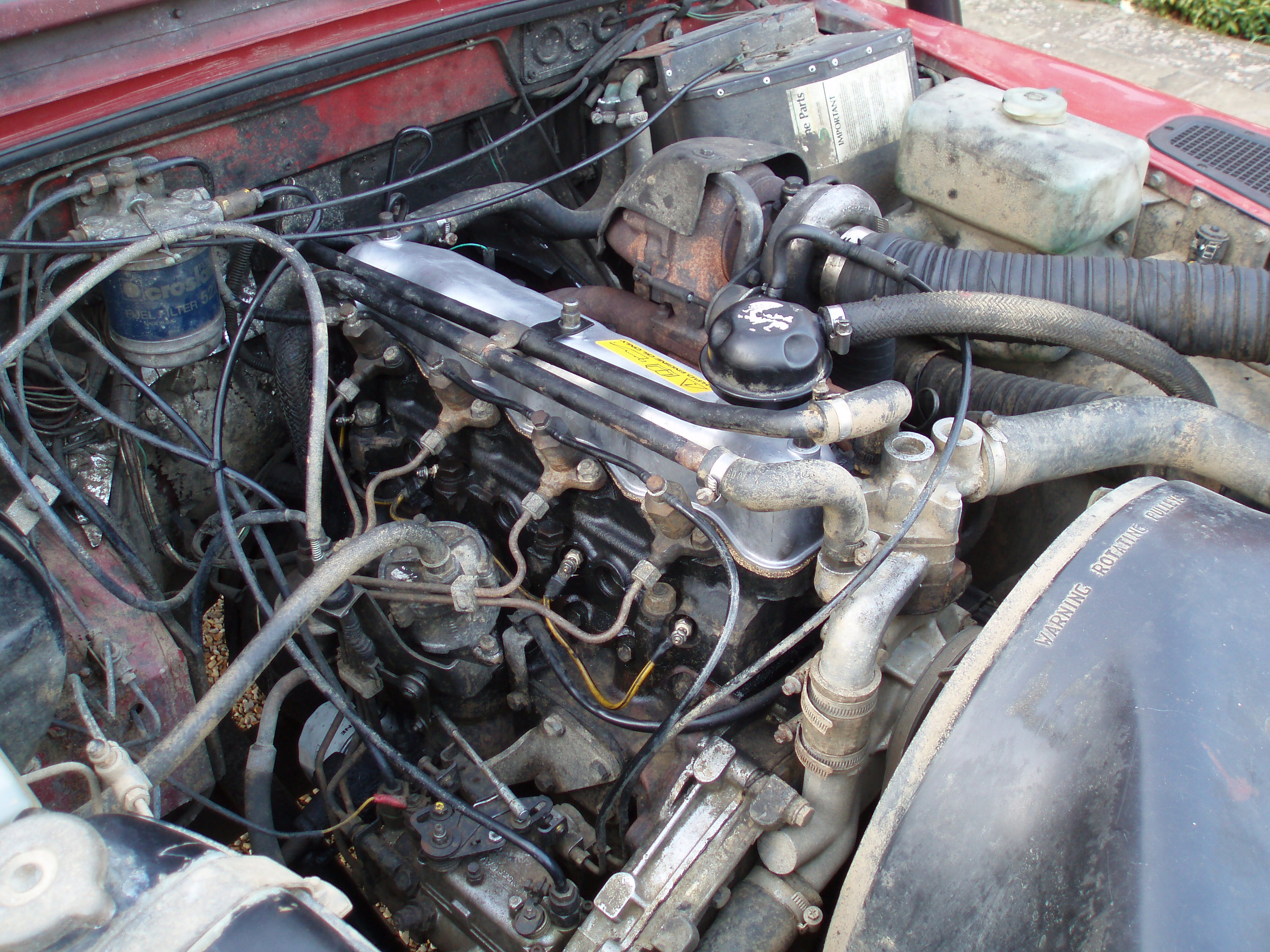
Un Land Rover 2.5, 4 cilindros, turbodiésel; considerado primera generación de motores turbodiésel con inyección mecánica directa y 8 válvulas (sin intercooler). El turbo se puede ver en la parte superior central de la foto.

## Turbodiésel en los Estados Unidos
Durante los 90, los motores turbodiésel se empezaron a utilizar en los Estados Unidos en camiones ligeros. 